# Homme regardant au sud-est
Pour plus de détails, voir Fiche technique et Distribution.
Homme regardant au sud-est (Hombre mirando al sudeste) est un film argentin réalisé par Eliseo Subiela, sorti en 1986. Il évoque le thème du regard porté sur la différence, et de la difficulté à être heureux.

## Synopsis
Un nouveau patient arrive mystérieusement dans l'hôpital psychiatrique où exerce le désabusé docteur Denis, à Buenos Aires. Il dit s'appeler Rantés, affirme être un hologramme envoyé d'une autre planète, et passe ses journées immobile à regarder vers le sud-est, selon lui pour recevoir et transmettre des informations sur la stupidité affective des Terriens. Les fous de l'asile sont ses premiers disciples, et il reçoit la visite d'une évangéliste qu'il appelle « la Sainte » : Beatriz.
Le docteur Denis est d'abord sceptique, pense que Rantés simule la folie. Mais progressivement, il se passionne pour ce cas parfait et altruiste comme cela ne lui était pas arrivé depuis très longtemps : comprendre ce soi-disant extraterrestre devient le principal objectif de sa vie. Qui étudie réellement l'autre lors de leurs entretiens, qui est le plus rationnel, et qui est réellement malade ?

## Fiche technique
- Réalisation : Eliseo Subiela
- Scénario : Eliseo Subiela
- Photographie : Ricardo DeAngelis
- Montage : Luis César D'Angiolillo
- Musique : Pedro Aznar
- Durée : 105 minutes
- Date de sortie : 
  - Première au  festival de Toronto : 9 septembre 1986
  -  Argentine : 2 avril 1987
  -  France : 16 mars 1994

## Distribution
- Lorenzo Quinteros : Dr Julio Denis
- Hugo Soto : Rantés
- Inés Vernengo : Beatriz Dick
- Cristina Scaramuzza : infirmière
- Tomás Voth : jeune suicidaire
- David Edery : directeur de l'hôpital
- Rúbens Correa : Dr Prieto

## Autour du film
- Le film cite notamment Les Amants de René Magritte, L'Invention de Morel d'Adolfo Bioy Casares, L'Hymne à la joie de Ludwig van Beethoven et les Évangiles.
- Le réalisateur a accusé Iain Softley d'avoir plagié Homme regardant au sud-est dans son film K-PAX : L'Homme qui vient de loin; sorti en 2001.

## Nominations et récompenses
- Prix OCIC et du meilleur premier film au Festival international du film de Saint-Sébastien
- Prix FIPRESCI au Festival international du film de Toronto
- Neufs Condors d'argent : meilleur film, réalisateur, scénario, acteur (Lorenzo Quinteros), espoir masculin (Hugo Soto), espoir féminin (Inés Vernengo), photographie, montage et musique
- Nomination au Goya du meilleur film ibéroaméricain